# نیک کرامر
نیک کرامر (سوئدی: Nic Cramer؛ زاده ۲۸ دسامبر ۱۹۶۵) یک کارگردان فیلم پورنوگرافی اهل سوئد است.